# Zhou Jihong
Zhou Jihong, (Wuhan, 1 de janeiro de 1965) foi uma saltadora ornamental chinesa que competiu em provas de saltos ornamentais por seu país.